# Helen Waddell
Helen Jane Waddell (* 31. Mai 1889 in Tokio; † 5. März 1965 in London) war eine nordirische Schriftstellerin und Übersetzerin.

## Leben
Nach dem Besuch des Victoria College for Girls studierte die Tochter eines presbyterianischen Missionars Anglistik an der Queen’s University of Belfast und erwarb dort zunächst 1911 einen Bachelor of Arts (B.A. English). Nachdem sie 1912 dort mit einer Abhandlung zum Thema Milton, the Epicurist auch einen Master of Arts (M.A. English) erwarb, studierte sie noch am Somerville College der Universität Oxford.
Im Anschluss begann sie 1913 ihre schriftstellerische Laufbahn mit einer Übersetzung chinesischer Lyrik unter dem Titel Lyrics from the Chinese. In der Folgezeit erschien nach dem Erwerb eines Philosophiae Doctor (Ph.D.) am Somerville College das Drama The Spoiled Buddha: A Play in Two Acts (1919), dem mit The Wandering Scholars (1927) ihr bekanntestes Werk folgte. Darin beschreibt sie das Leben der Goliarden, der im Mittelalter umherziehenden Studenten und studierten Kleriker auf der Suche nach einem geistlichen oder weltlichen Amt. Daneben war sie als Lehrerin am Bedford College tätig.
Nach Mediaeval Latin Lyrics (1929), einer Übersetzung mittelalterlicher Gedichte aus dem Lateinischen, verfasste sie 1933 den Roman Peter Abelard: A Novel über das Leben von Petrus Abaelardus. Zuletzt erschienen von ihr 1949 die Stories from Holy Writ. Für ihre literarischen Verdienste wurde sie 1932 Mitglied der Irish Academy of Letters.
Aufgrund einer wachsenden Erkrankung ihres Nervensystems musste sie nach 1950 ihre schriftstellerische Arbeit beenden.